# Grammostola
Pręgoszatka (Grammostola) – rodzaj pająków z rodziny ptasznikowatych. Obejmuje 20 opisanych gatunków. Przedstawiciele tego rodzaju zamieszkują wzgórza, tereny górskie i stepy Ameryki Południowej.